# 白鉞
白鉞（1454年—1510年），字秉德，直隸南宮縣人，明朝政治人物。成化庚子科解元，甲辰科榜眼及第。累官禮部尚書。

## 生平
白圭之子。成化十六年（1480年）庚子科順天鄉試第一名舉人，成化二十年（1484年），登進士一甲第二名（榜眼），授翰林院編修。累官太子少保、禮部尚書。其善習典故，以詞翰為稱名。卒贈太子太保，謚文裕。

## 著作
著有《怡靖稿》若干卷。